# Делингсдорф
Делингсдорф (нем. Delingsdorf) — община в Германии, в земле Шлезвиг-Гольштейн.
Входит в состав района Штормарн. Подчиняется управлению Баргтеэиде-Ланд. Население составляет 2181 человек (на 31 декабря 2010 года). Занимает площадь 8,09 км².